# Husitská teologická fakulta Univerzity Karlovy
Husitská teologická fakulta Univerzity Karlovy (HTF UK) je jednou ze tří teologických fakult této univerzity. Fakulta byla otevřena zájemcům poprvé v akademickém roce 1921/1922. Tehdy nesla název Husova československá evangelická fakulta bohoslovecká (HČBF). V roce 1990 byla začleněna do Univerzity Karlovy.

## Struktura a zaměření
HTF je ekumenicky otevřená teologická fakulta, která kromě tradičních teologických disciplín připravuje také budoucí adepty učitelského povolání nebo odborníky v sociální a charitativní oblasti. Fakultu tvoří osm kateder a jeden ústav.
Od 1. července 2023 je děkanem fakulty doc. ThDr. Jiří Vogel, Th.D. Proděkankou pro studijní záležitosti je Vogelova předchůdkyně ve funkci děkana doc. ThDr. Kamila Veverková, Th.D., proděkanem pro vědu, výzkum a zahraniční styky je emeritní děkan prof. ThDr. Jan Blahoslav Lášek a proděkanem pro rozvoj doc. PhDr. Jiří Pavlík Ph.D.
Fakulta má také svého spirituála, jímž je k roku 2023 Filip Sedlák.

## Historie
8. dubna 1919 byl parlamentem schválen zákon o založení Husovy československé evangelické fakulty bohoslovecké v Praze jako samostatný autonomní ústav se všemi právy a výsadami (promoční, doktorské) vysoké školy. (Jako den zřízení byl určen 1. říjen 1919.) Husova fakulta sídlila nejprve v sakristii pražského evangelického salvátorského kostela, od roku 1920 v bývalém arcibiskupském semináři v Klementinu a později v sídle Českobratrské církve evangelické (ČCE) v Jungmannově ulici.
Na fakultě studovali bohoslovci ČCE, ale i studenti z dalších českých protestantských církví a reformovaní Slováci.
Prvním děkanem fakulty byl zvolen Gustav Adolf Skalský (1857–1926), který přednášel praktickou teologii a církevní právo. Církevní dějiny učil bývalý luterský superintendent Ferdinand Hrejsa (1867–1953). Katedru Nového zákona vedl František Žilka (1871–1944). V roce 1920 přibyli Josef Lukl Hromádka (1889–1969 – systematická teologie) a Slavomil Ctibor Daněk (1885–1946 – Starý zákon). Dále filozofie J. L. Sněhule (1875–1946), dějiny náboženství František Linhart (1882–1959), praktická teologie František Bednář (1884–1963) a církevní dějiny František Michálek Bartoš (1889–1972).

### Po 2. světové válce
V roce 1950 byla fakulta vládním nařízením rozdělena na Komenského evangelickou bohosloveckou fakultu (pro studenty Českobratrské církve evangelické, menších evangelických církví a reformované Slováky) a Husovu československou bohosloveckou fakultu (pro studenty z Církve československé husitské).
V roce 1990 dostala fakulta současný název a zároveň byla podle zákona 163/1990 Sb. inkorporována mezi fakulty Univerzity Karlovy. V témže roce byly pod záštitou fakulty zahájeny přednášky pro studenty pravoslavné teologie. Roku 2004 byla založena Katedra pravoslavné teologie, přetvořená roku 2006 na Ústav východního křesťanství.

## Katedry a ústavy
- Katedra systematické teologie, teologické etiky a teologické filozofie – doc. ThDr. Jiří Vogel, Th.D.
- Katedra biblistiky a judaistiky – doc. Mgr. Jiří Beneš, Th.D.
  - Oddělení biblistiky – doc. Mgr. Jiří Beneš, Th.D.
  - Oddělení judaistiky – doc. PhDr. Bedřich Nosek, CSc.

- Katedra praktické teologie – Mgr. Pavel Kolář, Th.D., M.T.S.
- Katedra historické teologie a církevních dějin – doc. ThDr. Mgr. Ing. Kamila Veverková, Ph.D.
- Katedra filozofie – prof. PhDr. Anna Hogenová, CSc.
- Katedra religionistiky – doc. PhDr. Zdeněk Vojtíšek, Th.D.
- Katedra učitelství – doc. Mgr. Pavlína Janošová, Ph.D.
- Katedra psychosociálních věd a etiky – doc. PhDr. ThDr. Noemi Bravená, Th.D., Ph.D.
- Ústav východního křesťanství – doc. ThDr. Gorazd Josef Vopatrný, Th.D.

## Studijní programy a obory

### Teologie samostatná
Tříleté bakalářské a dvouleté navazující magisterské studium
- Husitská teologie (i v kombinovaném studiu)
- Pravoslavná teologie

### Teologie v kombinacích
Tříleté bakalářské a dvouleté navazující magisterské studium
- Husitská teologie – Filozofie v kontextu židovské a křesťanské tradice
- Husitská teologie – Judaistika
- Husitská teologie – Religionistika
- Pravoslavná teologie – Filozofie v kontextu židovské a křesťanské tradice
- Pravoslavná teologie – Religionistika
- Filozofie v kontextu židovské a křesťanské tradice – Husitská teologie
- Filozofie v kontextu židovské a křesťanské tradice – Pravoslavná teologie
- Judaistika – Husitská teologie
- Judaistika – Pravoslavná teologie
- Religionistika – Husitská teologie
- Religionistika – Pravoslavná teologie

### Humanitní studia v kombinacích
Tříleté bakalářské a dvouleté navazující magisterské studium
- Judaistika – Filozofie v kontextu židovské a křesťanské tradice
- Judaistika – Religionistika
- Filozofie v kontextu židovské a křesťanské tradice – Judaistika
- Religionistika – Judaistika

### Specializace v pedagogice
Tříleté bakalářské studium
- Náboženství a základy společenských věd se zaměřením na vzdělávání
- Sociální pedagogika

### Učitelství pro střední školy
Dvouleté navazující magisterské studium
- Učitelství náboženství a základů společenských věd pro střední školy

### Doktorský studijní program Teologie
- Judaistika
- Husitská teologie
- Raně křesťanská studia